# Eredivisie (vrouwenhandbal) 2017/18
De Eredivisie is de hoogste afdeling van het Nederlandse handbal bij de vrouwen op landelijk niveau. In het seizoen 2017/2018 werd Succes Schoonmaak/VOC landskampioen. E&O degradeerde naar de Eerste divisie.

## Opzet
- Er wordt eerst een volledige competitie gespeeld. Daarna worden de teams in twee poules opgedeeld. De zes hoogst geëindigde ploegen gaan verder in de zogenaamde kampioenspoule en de vier laagst geëindigde ploegen in de zogenaamde degradatiepoule.
- De vier ploegen in de degradatiepoule spelen onderling een volledige competitie waarbij de nummer 7 uit de reguliere competitie met 4 bonus/startpunten begint en, dit zo aflopend tot, 1 startpunt voor de nummer 10 uit de reguliere competitie.
- De ploeg die in de degradatiepoule als laatste eindigt, degradeert rechtstreeks naar de eerste divisie.
- De ploeg die in de degradatiepoule als enerlaatste eindigt, speelt een best-of-two tegen de winnaar, van de onderlinge strijd tussen de periodekampioenen in de eerste divisie, om uit te maken wie volgend zeizoen in de eredivisie en wie in de eerste divisie speelt. In deze best-of-two heeft de eredivisieploeg het recht om de tweede wedstrijd thuis te spelen.
- De zes ploegen in de kampioenspoule beslissen in drie ronden, volgens het knockout systeem, wie zich Nederlands kampioen mag noemen. De twee hoogst geklasseerde teams uit de reguliere competitie zijn vrijgesteld van het spelen van de eerste ronde. In de eerste en tweede ronde wordt een best-of-two gespeeld waarbij het team dat in de reguliere competitie als hoogste is geëindigd, de tweede wedstrijd thuis speelt.
- De finale (derde ronde) is een best-of-three waarbij de ploeg die in de reguliere competitie als hoogste is geëindigd, de eerste en, indien nodig, derde wedstrijd thuis speelt,

## Teams
| Ploeg                        | Plaats     | Provincie     | Trainer(s)                        | Hal         |
| ---------------------------- | ---------- | ------------- | --------------------------------- | ----------- |
| Borhave                      | Borne      | Overijssel    | Rik Philips                       | 't Wooldrik |
| Morrenhof Jansen/Dalfsen     | Dalfsen    | Overijssel    | Monique Tijsterman                | Trefkoele+  |
| E&O                          | Emmen      | Drenthe       | Frank van der Zanden Vincent Mooi | Angelslo    |
| Foreholte                    | Voorhout   | Zuid-Holland  | Ken van Hasselt                   | De Tulp     |
| Virto/Quintus                | Kwintsheul | Zuid-Holland  | René Romeijn                      | Eekhout Hal |
| Westfriesland/SEW            | Nibbixwoud | Noord-Holland | Ronald van de Kamp                | De Bloesem  |
| Geonius/V&L                  | Geleen     | Limburg       | Richard Curfs                     | Glanerbrook |
| Cabooter Group/HandbaL Venlo | Venlo      | Limburg       | Robin Gielen                      | Craneveld   |
| Succes Schoonmaak/VOC        | Amsterdam  | Noord-Holland | Ricardo Clarijs                   | Elzenhagen  |
| Maedilon/VZV                 | 't Veld    | Noord-Holland | Betty Plasmeijer                  | 't Zijveld  |

## Reguliere competitie

### Stand
| Pos | Team                         | Wed | W  | G | V  | Ptn | DV  | DT  | +/−  | Opmerking            |
| --- | ---------------------------- | --- | -- | - | -- | --- | --- | --- | ---- | -------------------- |
| 1   | Succes Schoonmaak/VOC        | 18  | 17 | 0 | 1  | 34  | 612 | 399 | +213 | Naar kampioenspoule  |
| 2   | Morrenhof Jansen/Dalfsen     | 18  | 16 | 1 | 1  | 33  | 599 | 422 | +177 | Naar kampioenspoule  |
| 3   | Virto/Quintus                | 18  | 13 | 1 | 4  | 27  | 592 | 455 | +137 | Naar kampioenspoule  |
| 4   | Geonius/V&L                  | 18  | 12 | 0 | 6  | 24  | 534 | 463 | +71  | Naar kampioenspoule  |
| 5   | Cabooter Group/HandbaL Venlo | 18  | 8  | 1 | 9  | 17  | 433 | 458 | −25  | Naar kampioenspoule  |
| 6   | Borhave                      | 18  | 7  | 1 | 10 | 15  | 465 | 494 | −29  | Naar kampioenspoule  |
| 7   | Maedilon/VZV                 | 18  | 6  | 0 | 12 | 12  | 414 | 492 | −78  | Naar degradatiepoule |
| 8   | Foreholte                    | 18  | 5  | 0 | 13 | 10  | 438 | 525 | −87  | Naar degradatiepoule |
| 9   | Westfriesland/SEW            | 18  | 4  | 0 | 14 | 8   | 413 | 531 | −118 | Naar degradatiepoule |
| 10  | E&O (R)                      | 18  | 0  | 0 | 18 | 0   | 380 | 641 | −261 | Naar degradatiepoule |

### Uitslagen
| Thuis \ Uit                  | BOR   | DAL   | E&O   | FOR   | QUI   | SEW   | VEN   | V&L   | VOC   | VZV   |
| ---------------------------- | ----- | ----- | ----- | ----- | ----- | ----- | ----- | ----- | ----- | ----- |
| Borhave                      |       | 29–30 | 30–25 | 28–21 | 28–39 | 31–25 | 21–21 | 29–31 | 16–35 | 22–23 |
| Morrenhof Jansen/Dalfsen     | 33–20 |       | 53–12 | 34–27 | 25–25 | 34–17 | 31–23 | 31–28 | 28–31 | 37–25 |
| E&O                          | 22–32 | 28–45 |       | 23–31 | 28–37 | 18–32 | 23–30 | 23–29 | 19–42 | 24–31 |
| Foreholte                    | 21–23 | 16–39 | 35–21 |       | 26–44 | 33–24 | 21–23 | 27–32 | 22–32 | 24–20 |
| Virto/Quintus                | 31–24 | 24–28 | 41–22 | 35–27 |       | 38–23 | 32–19 | 39–33 | 25–30 | 32–25 |
| Westfriesland/SEW            | 28–31 | 21–30 | 29–16 | 32–26 | 18–39 |       | 20–25 | 20–29 | 20–36 | 20–28 |
| Cabooter Group/HandbaL Venlo | 22–36 | 24–31 | 26–18 | 29–18 | 27–26 | 25–23 |       | 28–29 | 25–30 | 21–24 |
| Geonius/V&L                  | 25–22 | 23–27 | 44–16 | 31–24 | 27–30 | 28–19 | 25–18 |       | 31–34 | 33–23 |
| Succes Schoonmaak/VOC        | 37–25 | 28–30 | 44–20 | 33–14 | 31–26 | 40–17 | 32–20 | 28–25 |       | 33–13 |
| Maedilon/VZV                 | 25–18 | 21–33 | 30–22 | 22–25 | 14–29 | 24–25 | 18–27 | 25–31 | 23–36 |       |

## Nacompetitie

### Degradatiepoule

#### Stand
| Pos | Team              | Wed | W | G | V | Ptn | DV  | DT  | +/− | Opmerking                                                                            |
| --- | ----------------- | --- | - | - | - | --- | --- | --- | --- | ------------------------------------------------------------------------------------ |
| 1   | Maedilon/VZV      | 6   | 6 | 0 | 0 | 16  | 179 | 139 | +40 |                                                                                      |
| 2   | Westfriesland/SEW | 6   | 4 | 0 | 2 | 10  | 154 | 138 | +16 |                                                                                      |
| 3   | Foreholte         | 6   | 2 | 0 | 4 | 7   | 156 | 151 | +5  | Speelt best-of-two tegen winnaar nacompetitie Eerste Divisie voor plek in Eredivisie |
| 4   | E&O (R)           | 6   | 0 | 0 | 6 | 1   | 130 | 191 | −61 | Speelt volgend seizoen in de Eerste divisie 2018/19                                  |

#### Uitslagen
| Thuis \ Uit       | E&O   | FOR   | SEW   | VZV   |
| ----------------- | ----- | ----- | ----- | ----- |
| E&O               |       | 25–35 | 24–37 | 18–31 |
| Foreholte         | 30–17 |       | 24–25 | 18–24 |
| Westfriesland/SEW | 26–19 | 21–18 |       | 21–22 |
| Maedilon/VZV      | 32–27 | 39–31 | 31–24 |       |

#### Best of Two promotie/degradatie
| Pos | Team      | Wed | W | G | V | Ptn | DV | DT | +/− | Opmerking                                           |  | FOR   | ZAP   |
| --- | --------- | --- | - | - | - | --- | -- | -- | --- | --------------------------------------------------- |  | ----- | ----- |
| 1   | Foreholte | 2   | 2 | 0 | 0 | 4   | 66 | 50 | +16 | Speelt volgend seizoen in de Eredivisie 2018/19     |  |       | 35–25 |
| 2   | ZAP       | 2   | 0 | 0 | 2 | 0   | 50 | 66 | −16 | Speelt volgend seizoen in de Eerste divisie 2018/19 |  | 25–31 |       |

### Kampioenspoule

#### Ronde 1

##### A
| Pos | Team          | Wed | W | G | V | Ptn | DV | DT | +/− | Opmerking                         |  | QUI   | BOR   |
| --- | ------------- | --- | - | - | - | --- | -- | -- | --- | --------------------------------- |  | ----- | ----- |
| 1   | Virto/Quintus | 2   | 2 | 0 | 0 | 4   | 58 | 46 | +12 | Speelt verder voor plaats 1 t/m 4 |  |       | 30–21 |
| 2   | Borhave       | 2   | 0 | 0 | 2 | 0   | 46 | 58 | −12 | Speelt verder voor plaats 5 en 6  |  | 25–28 |       |

##### B
| Pos | Team                         | Wed | W | G | V | Ptn | DV | DT | +/− | Opmerking                         |  | V&L   | VEN   |
| --- | ---------------------------- | --- | - | - | - | --- | -- | -- | --- | --------------------------------- |  | ----- | ----- |
| 1   | Geonius/V&L                  | 2   | 1 | 0 | 1 | 2   | 54 | 41 | +13 | Speelt verder voor plaats 1 t/m 4 |  |       | 30–15 |
| 2   | Cabooter Group/HandbaL Venlo | 2   | 1 | 0 | 1 | 2   | 41 | 54 | −13 | Speelt verder voor plaats 5 en 6  |  | 26–24 |       |

#### Ronde 2

##### C
| Pos | Team                  | Wed | W | G | V | Ptn | DV | DT | +/− | Opmerking                           |  | VOC   | QUI   |
| --- | --------------------- | --- | - | - | - | --- | -- | -- | --- | ----------------------------------- |  | ----- | ----- |
| 1   | Succes Schoonmaak/VOC | 2   | 1 | 1 | 0 | 3   | 55 | 53 | +2  | Speelt best-of-3 voor de landstitel |  |       | 24–22 |
| 2   | Virto/Quintus         | 2   | 0 | 1 | 1 | 1   | 53 | 55 | −2  | Speelt verder voor plaats 3 en 4    |  | 31–31 |       |

##### D
| Pos | Team                     | Wed | W | G | V | Ptn | DV | DT | +/− | Opmerking                           |  | DAL   | V&L   |
| --- | ------------------------ | --- | - | - | - | --- | -- | -- | --- | ----------------------------------- |  | ----- | ----- |
| 1   | Morrenhof Jansen/Dalfsen | 2   | 2 | 0 | 0 | 4   | 60 | 53 | +7  | Speelt best-of-3 voor de landstitel |  |       | 30–27 |
| 2   | Geonius/V&L              | 2   | 0 | 0 | 2 | 0   | 53 | 60 | −7  | Speelt verder voor plaats 3 en 4    |  | 26–30 |       |

##### E
| Pos | Team                         | Wed | W | G | V | Ptn | DV | DT | +/− | Opmerking                   |  | BOR   | VEN   |
| --- | ---------------------------- | --- | - | - | - | --- | -- | -- | --- | --------------------------- |  | ----- | ----- |
| 1   | Borhave                      | 2   | 2 | 0 | 0 | 4   | 59 | 54 | +5  | 5de in de eindrangschikking |  |       | 31–28 |
| 2   | Cabooter Group/HandbaL Venlo | 2   | 0 | 0 | 2 | 0   | 54 | 59 | −5  | 6de in de eindrangschikking |  | 26–28 |       |

#### Ronde 3

##### F
| Pos | Team          | Wed | W | G | V | Ptn | DV | DT | +/− | Opmerking                   |  | V&L   | QUI   |
| --- | ------------- | --- | - | - | - | --- | -- | -- | --- | --------------------------- |  | ----- | ----- |
| 1   | Geonius/V&L   | 2   | 1 | 0 | 1 | 2   | 57 | 56 | +1  | 3de in de eindrangschikking |  |       | 25–30 |
| 2   | Virto/Quintus | 2   | 1 | 0 | 1 | 2   | 56 | 57 | −1  | 4de in de eindrangschikking |  | 26–32 |       |

## Best of Three
| 22 april 2018 | Morrenhof Jansen/Dalfsen | 23–29 | Succes Schoonmaak/VOC | Trefkoele+, Dalfsen |
| 22 april 2018 |                          |       |                       | Trefkoele+, Dalfsen |
| 22 april 2018 |                          |       |                       | Trefkoele+, Dalfsen |

| 29 april 2018 | Succes Schoonmaak/VOC | 31–23 | Morrenhof Jansen/Dalfsen | Elzenhagen, Amsterdam |
| 29 april 2018 |                       |       |                          | Elzenhagen, Amsterdam |
| 29 april 2018 |                       |       |                          | Elzenhagen, Amsterdam |

| 6 juni 2018 | Morrenhof Jansen/Dalfsen | v | Succes Schoonmaak/VOC | Trefkoele+, Dalfsen |
| 6 juni 2018 |                          |   |                       | Trefkoele+, Dalfsen |
| 6 juni 2018 |                          |   |                       | Trefkoele+, Dalfsen |

## Einduitslag
| 01. | Succes Schoonmaak/VOC        | - EHF Cup                                     |
| 02. | Morrenhof Jansen/Dalfsen     | - EHF Cup                                     |
| 03. | Geonius/V&L                  | - Challenge Cup                               |
| 04. | Virto/Quintus                | - Challenge Cup                               |
| 05. | Borhave                      |                                               |
| 06. | Cabooter Group/HandbaL Venlo |                                               |
| 07. | Maedilon/VZV                 |                                               |
| 08. | Westfriesland/SEW            |                                               |
| 09. | Foreholte                    |                                               |
| 10. | E&O                          | - Gedegradeerd naar de Eerste divisie 2018/19 |

## Beste handbalsters van het jaar
In de rust van de bekerfinales zijn de seizoensprijzen uitgereikt voor Speler, Keeper en Talent van het Jaar. Deze prijzen zijn toegekend op basis van stemmen van de coaches van de Nederlandse BENE-League en Eredivisieclubs. De prijzen voor Talent van het Jaar zijn bepaald door de bondscoaches Erlingur Richardsson en Helle Thomsen.
| Categorie           | Winnaar        | Club                     |
| ------------------- | -------------- | ------------------------ |
| Speelster           | Dione Housheer | Succes Schoonmaak/VOC    |
| Keepster            | Yara ten Holte | Morrenhof Jansen/Dalfsen |
| Talent van het jaar | Claudia Rompen | Sonderjyske Håndbold     |